# Mosel (vinregion)
Mosel, tidigare Mosel-Saar-Ruwer är en kvalitetsregion (Anbaugebiet) för vin i Tyskland. Namnet kommer av floden Mosel (som är en biflod till Rhen), och det tidigare namnet inkluderade även bifloderna Saar och Ruwer. Namnet Mosel gäller som officiellt namn från 1 augusti 2007, men under en övergångsperiod på två år kan redan tryckta etiketter med det gamla regionnamnet utnyttjas, och det finns inga krav på att osålda äldre viner etiketteras om.
I Mosel framställs nästan enbart vitt vin, och druvsorten Riesling dominerar så stort att "Moselvin" för de flesta automatiskt innebär ett rieslingvin. 2005 odlades druvor på 9 080 ha, varav 90,7% gröna druvsorter, och de vanligaste druvsorterna var Riesling (57,7%), Müller-Thurgau (15,0%) och Elbling (6,6%) samt även mindre mängder av korsningar så som Ortega.

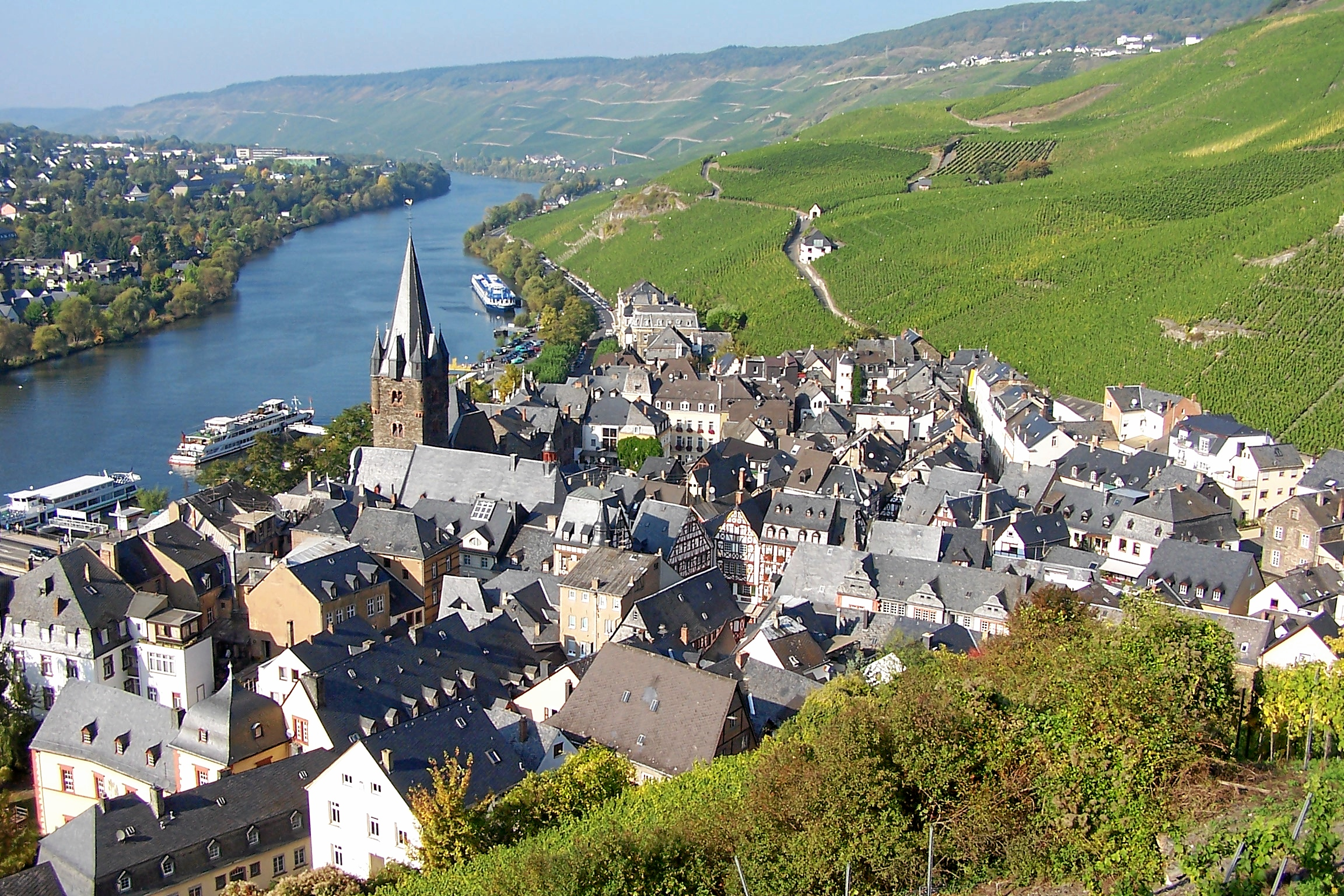
Bernkastel-Kues, känd vinby vid Mosel

- Wikimedia Commons har media som rör Mosel (vinregion).